# Suore di Nostra Signora di Namur
Le Suore di Nostra Signora di Namur sono un istituto religioso femminile di diritto pontificio: i membri di questa congregazione pospongono al loro nome la sigla S.N.D.

## Storia

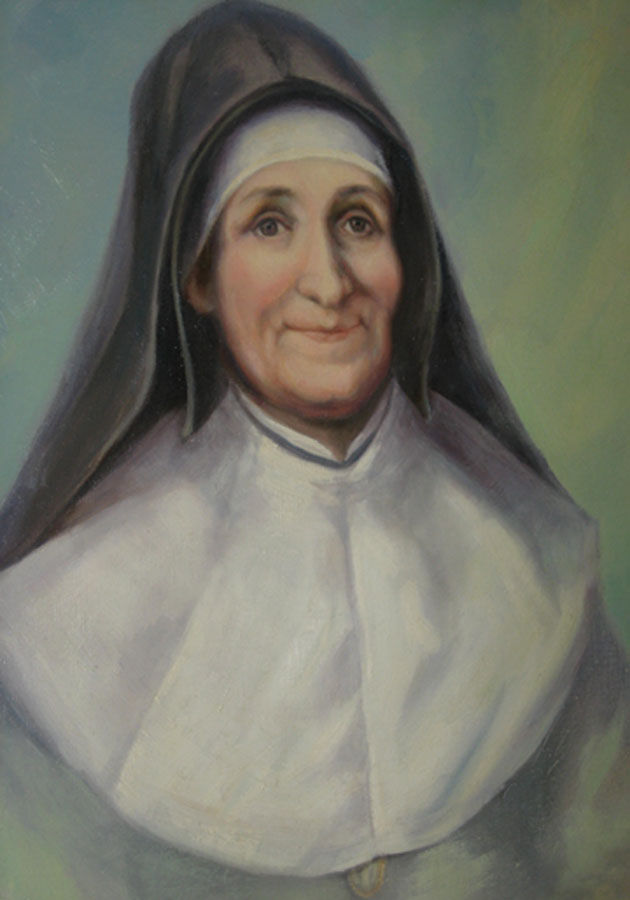
Giulia Billiart, fondatrice della congregazione

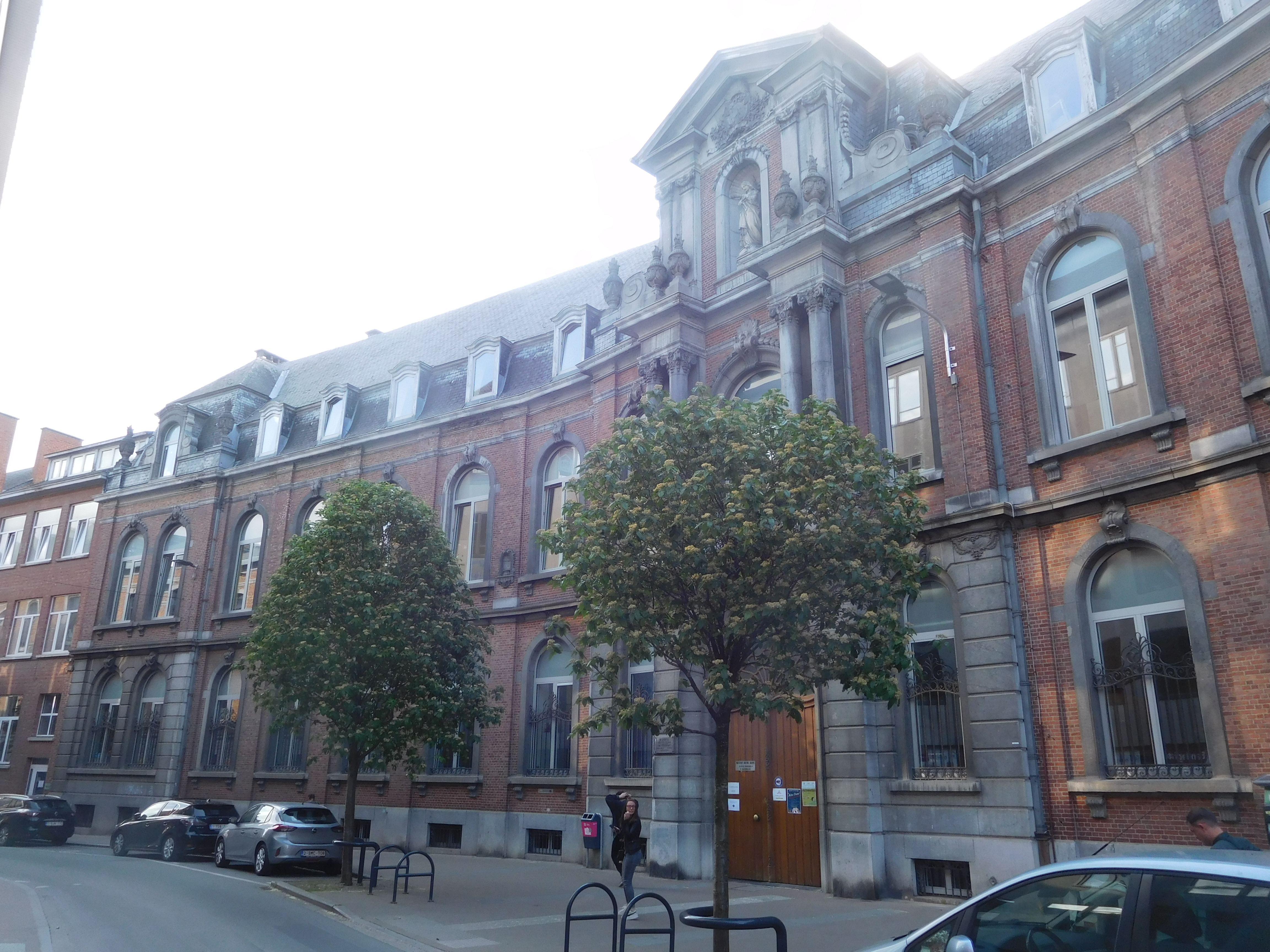
La casa madre delle suore, a Namur

La congregazione, nata per l'istruzione e l'educazione cristiana delle fanciulle, venne fondata ad Amiens il 2 febbraio del 1804 da Giulia Billiart (1751-1816) insieme a Marie-Louise-Françoise Blin de Bourdon (1756-1838), contessa di Gézaincourt. Le sue prime costituzioni, ricalcate su quelle date da Ignazio di Loyola al suo ordine, vennero redatte con l'aiuto del gesuita Joseph Varin.
La prima scuola delle Suore di Nostra Signora venne aperta nei pressi di Gand: nel 1807 venne aperta una sede a Namur, che divenne la casa madre della congregazione.
L'istituto venne approvato dal vescovo di Namur Charles-François-Joseph Pisani de La Gaude l'8 settembre del 1818 e ottenne il riconoscimento di istituzione di diritto pontificio con decreto di papa Gregorio XVI del 28 giugno 1844: le sue costituzioni sono state approvate il 27 novembre 1921. Madre Billiart è stata canonizzata da papa Paolo VI nel 1969.
Tra i membri più celebri della congregazione va ricordata la suora statunitense Dorothy Stang, assassinata in Brasile nel 2005 per la sua lotta al fianco dei contadini dell'Amazzonia contro il disboscamento.

## Attività e diffusione
Dedite all'insegnamento, sono attive anche in terra di missione.
Sono presenti in Africa (Repubblica Democratica del Congo, Kenya, Nigeria, Sudafrica, Zimbabwe), nelle Americhe (Stati Uniti d'America, Brasile, Messico, Nicaragua, Perù), in Asia (Giappone) e in Europa (Belgio, Italia, Inghilterra). La sede generalizia è a Roma.
Il 31 dicembre 2005, la congregazione contava 1 781 religiose in 628 case.